# Blondie
Blondie es una banda estadounidense de pop/rock formada en 1974 liderada por la vocalista Debbie Harry y el guitarrista Chris Stein. A lo largo de sus dos períodos han utilizado diversos géneros, siendo identificados generalmente dentro del new wave y el punk rock.
Fueron pioneros y un pilar fundamental en los inicios de la escena del new wave en Estados Unidos a mediados de la década de los 70, marcando la transición del punk rock hacia este. En sus inicios, lograron tener éxito en el Reino Unido, Australia, Canadá y Nueva Zelanda, sin embargo, siguieron siendo una banda desconocida en el underground de Nueva York y en los Estados Unidos. Con el lanzamiento de su tercer disco, Parallel Lines (1978), fue cuando finalmente conquistarían este mercado. Durante los siguientes tres años lanzaron varios sencillos que lograron éxito internacional, como «Heart of Glass», «One Way or Another», «Atomic», «Call Me», «Rapture» y «The Tide Is High», todas ellas canciones que exploraron una ecléctica mezcla de estilos musicales, tales como el punk, disco, synth pop, reggae y rap.
La primera formación de Blondie se separaría en 1982, después del fracaso comercial del disco The Hunter (1982) y la enfermedad de Chris Stein. En 1997, se reunirían de nuevo para una serie de conciertos y para grabar el disco No Exit (1999), que llegaría a ser disco multiplatino, incluyendo el sencillo «Maria». Desde entonces se encuentran activos, habiendo lanzado otros cuatro álbumes y realizado exitosas giras por América, Europa, Oceanía y Asia. Su último disco fue publicado en 2017 y titulado Pollinator, tuvo un gran éxito tanto en crítica como comercialmente.
El grupo ha lanzado un total de 11 álbumes de estudio y 38 sencillos y vendido más de 40 millones de discos en todo el mundo, hasta la actualidad, convirtiéndose en la banda de punk rock más exitosa de todos los tiempos. Durante los años 1980 y 1990, el legado de Blondie fue reconocido intensamente por todas las generaciones de fanes y algunos artistas tales como Garbage, No Doubt o Erasure. Debbie Harry ha inspirado a numerosos artistas como Madonna,Cyndi Lauper, Miley Cyrus o Lady Gaga. Forman parte del Salón de la Fama del Rock and Roll desde 2006.

## Historia

### 1974–1977: Inicios y primeros éxitos
De origen neoyorquino, el grupo se forma en 1974 junto a otras bandas locales como Ramones y Television, dentro del recién surgido movimiento punk-rock. Por entonces, Harry había sido vocalista de una banda de folk-rock llamada, The Wind in the Willows, disuelta a finales de los años 1960. Entonces se formaría la banda llamada Stilettoes liderada por Stein y Harry y tras su disolución, formarían una nueva banda con los excompañeros de la misma, Billy O'Connor (batería) y Fred Smith (bajo).
Originalmente fueron anunciados como Angel and the Snake para dos shows en agosto de 1974, sin embargo se cambiarían el nombre a Blondie en octubre, ya que por donde actuaban eran locales a las afueras dónde camioneros al ver a Harry le gritaban: "Hey, Blondie" (en español: "Hola, rubia"). El último en intregarse a la banda fue Ivan Kral (guitarra). Sus primeros conciertos en Max's Kansas City y CBGB servirían para darlos a conocer en su ciudad.
En 1976 lanzan su primer álbum, Blondie, a través de Private Stock Records. Su primer sencillo "X Offender" (la historia de una prostituta que se siente atraída por un policía que originalmente se llamó "Sex Offender" —‘Delincuente Sexual’—), tuvo poca difusión por su título y contenido. Unos meses más tarde lanzan la balada con aire de los sesenta "In The Flesh". Debido a las escasas ventas y la polémica, la discográfica los liberó y firmaron con Chrysalis. En 1977 "In The Flesh" se convirtió en un hit por error en Australia: el programa televisivo Countdown tenía la orden de pasar "X Offender", pero el programador puso el lado B ("In The Flesh"), que obtuvo insospechada aceptación. Entonces Chrysalis relanza el Blondie y el sencillo allí. El álbum llegó al n.º 14 y el sencillo al n.º 2, convirtiendo a Blondie en un éxito en Oceanía. En noviembre de 1977 lanzan "Rip Her To Shreds" en Estados Unidos, Reino Unido y Australia (donde llega al n.º 81).
En diciembre de 1977 lanzan su segundo álbum Plastic Letters, certificado Platino en Reino Unido, donde además llegó al n.º 10. Este álbum fue asimismo un éxito en Europa continental y apareció por primera vez en Billboard (en el n.º 72). El primer sencillo fue una versión del hit de 1963 de Randy and the Rainbows, "Denise", adaptado por Harry a la visión femenina con el nombre masculino "Denis" y nueva letra en francés. Fue el primer éxito europeo de Blondie al alcanzar el n.º 2 en Reino Unido y el n.º 1 en varios países continentales. El siguiente sencillo, "(I'm Always Touched by Your) Presence, Dear", se clasificó como Top 10 en Europa y Reino Unido, pero no se lanzó en Estados Unidos. Gary Valentine (que no participó en la grabación) compuso la letra de esta canción y contiene referencias al kismet, a la teosofía, a la levitación, así como a elementos científicos como la etapa R.E.M.. El éxito de este álbum les permitió realizar su primera gira europea y por Japón.

### 1978–1980:Parallel Linesy éxito mundial
En septiembre de 1978 lanzan el álbum Parallel Lines con la ayuda del productor Mike Chapman. Este disco se convirtió en un éxito mundial siendo n.º 1 en Reino Unido, n.º 6 en Estados Unidos, n.º 2 en Australia. Fue universalmente aclamado por la crítica en su momento y en la posteridad, convirtiéndose en el disco más importante de Blondie, así como un clásico del punk, el new wave y el rock. Ingresó en numerosos ránquines de álbumes: puesto 9 de los mejores álbumes del año (1978) de Billboard, 140 en los "500 Mejores Discos de Todos los Tiempos" de Rolling Stone, 18 en los "100 Mejores Álbumes de Todos los Tiempos" y 45 en los "Más Grandes Álbumes de Todos los Tiempos" de NME y 7 en los "Más Grandes Álbumes Americanos de Todos los Tiempos" de Blender. Hasta el momento, se han vendido más de 20 millones de discos de este álbum.
Seis sencillos fueron extraídos de Parallel Lines: "Picture This" (n.º 12 y Plata en Reino Unido, n.º 13 en Irlanda, n.º 88 en Australia), "I'm Gonna Love You Too" (primer sencillo en Estados Unidos, pero sin llegar a listas; n.º 3 en Bélgica y n.º 6 en Holanda), "Hanging On The Telephone" (n.º 5 y Plata en Reino Unido, n.º 16 en Irlanda, n.º 20 en Holanda, n.º 39 en Australia, n.º 43 en Nueva Zelanda), "Heart of Glass" (n.º 1 en Estados Unidos, Australia, Austria, Canadá, Alemania, Nueva Zelanda, Suiza y Reino Unido, n.º 2 en Irlanda, n.º 8 en Nueva Zelanda, n.º 5 en Bélgica; Doble Platino en Canadá, Platino en Reino Unido, Oro en Estados Unidos y Alemania), "Sunday Girl" (n.º 1 en Reino Unido, Australia e Irlanda, n.º 6 en Alemania, n.º 13 en Holanda, n.º 23 en Bélgica, n.º 48 en Nueva Zelanda) y "One Way or Another" (n.º 24 en Estados Unidos, n.º 7 en Canadá). "One Way or Another" es una de las canciones más reconocidas de la banda y sin embargo no fue lanzada como sencillo en muchos países ni un éxito comercial en ese momento en ninguno de ellos. Tanto "Heart of Glass" como "One Way or Another" fueron votadas dentro de las 500 mejores canciones de la historia según Rolling Stone.
"Heart of Glass" es una regrabación de una canción que Blondie venía probando como blues y reggae hace años y que titulaban "Once I Had A Love". La regrabación en clave disco es obra del productor Mike Chapman y se convirtió en seña de identidad de la banda. Varios integrantes de Blondie comentaron sobre esta canción: Clem Burke, batería del grupo, comentó que lo que comenzó siendo una melodía con ritmo reggae terminó convirtiéndose en un tema disco, cuya base rítmica imitó a partir de algunos cortes del "Stayin' Alive" del grupo Bee Gees; Jimmy Destri admitió que los integrantes del grupo estaban entusiasmados con los experimentos electrónicos de los alemanes de Kraftwerk, y que en "Heart of Glass" intentaron exponer las posibilidades ofrecidas por los sintetizadores. Esta canción trajo mucha controversia entre los colegas punk de Blondie, que vieron como algo puramente comercial que realizaran música disco. Sin embargo, a partir de aquí la banda se desmarcó completamente de esta posición punk-rock y comenzó a realizar canciones de todo tipo. En 2018 lanzaron Heart of Glass EP, con distintas mezclas instrumentales en la canción y la historia de las grabaciones.
En 1979 editan su cuarto álbum de estudio, Eat to the Beat, que incluía canciones convertidas luego en iconos del pop como "Dreaming" (n.º 2 y Plata en Reino Unido, n.º 4 en Canadá, n.º 3 en Irlanda, n.º 27 en Estados Unidos), "Union City Blue" (n.º 13 y Plata en Reino Unido, n.º 17 en Irlanda, n.º 47 en Nueva Zelanda), "The Hardest Part" (n.º 84 en Estados Unidos y n.º 86 en Canadá) y "Atomic" (n.º 1 y Oro en Reino Unido, n.º 3 en Irlanda, N.º8 en Bélgica, n.º 7 en Nueva Zelanda, n.º 7 en Bélgica, n.º 16 en Sudáfrica, n.º 17 en Holanda, n.º 39 en Estados Unidos). Este álbum también obtuvo un éxito muy grande: n.º 17 y Platino en Estados Unidos (pasando un año en las listas y siendo uno de los 10 más vendidos de 1980), n.º 1 y Platino en Reino Unido, n.º 6 y Doble Platino en Canadá y n.º 9 en Australia. Así como sucediera con Parallel Lines, la crítica especializada alabó a Eat to the Beat. Un aspecto sumamente novedoso de este álbum es que fue el primer vídeo álbum de la historia, con un vídeo producido para cada canción. El director a cargo fue David Mallet y se grabaron once en Nueva York y el de "Union City Blue" en Union Dry Dock, en Nueva Jersey. El vídeo se lanzó en 1980 en VHS y vídeo disco con un orden distinto del LP y fue nominado al Grammy como Vídeo del Año en 1982.
En 1980, el grupo grabó "Call Me", compuesta por Giorgio Moroder y Deborah Harry para la banda sonora de la película American Gigolo. Llegó al n.º 1 en Estados Unidos (por seis semanas y éxito más grande del año, Oro) y Reino Unido (Plata) y Top 10 en el resto del mundo, convirtiéndose en uno de los éxitos más grandes de Blondie. Obtuvo además una nominación al Grammy por "Mejor Canción Rock por un Dúo o Grupo". Harry trabajaría nuevamente con Moroder tres años después en la banda sonora de Scarface.
En la cresta de la ola, y sin haber parado en ningún momento desde 1977, Blondie graban su quinto álbum de estudio en Los Ángeles a mediados de 1980. Titulado Autoamerican y publicado en noviembre de ese año, el álbum fue un experimento muy polémico con respuesta dispar de la crítica. Según Chrysalis no incluía ningún hit, pero la experiencia probó lo contrario: "The Tide Is High" (versión de la canción de título homónimo, escrita por John Holt, miembro del grupo jamaiquino The Paragons) llegó al número 1 y a certificación de Oro en Estados Unidos y Reino Unido, además del Top 15 en el resto del mundo, y "Rapture" llegó al n.º 1 y disco de oro en Estados Unidos (por dos semanas), n.º 5 y Plata en Reino Unido y posiciones similares en casi todo el mundo. Con este álbum, la banda daba un paso hacia adelante abordando nuevos estilos y sonidos que, más allá del pop punk habitual, oscilando entre el jazz, el rock épico, el reggae, la música sinfónica clásica y el rap, notablemente en "Rapture" (que se convirtió en la primera canción rap en llegar a los charts norteamericanos, en ser interpretada por una mujer blanca y cuyo video fuera emitido por MTV). En el vídeo de la canción aparecen Fab Five Freddie, Lee Quinones y Jean-Michel Basquiat.

### 1981–1982:The Huntere hiato

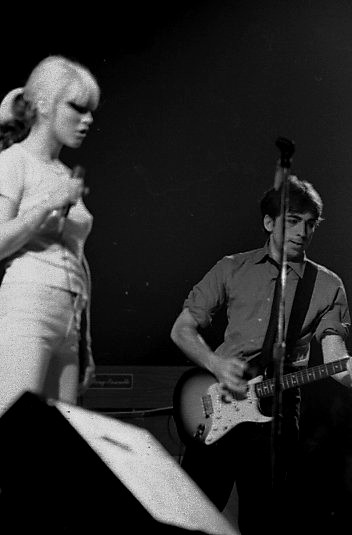
Debbie Harry junto a Chris Stein.

En 1981 los miembros de Blondie se toman un ligero descanso. No graban ni tocan juntos durante ese tiempo, se distancian por tensiones internas, económicas y personales, y algunos experimentan sus carreras en solitario. Jimmy Destri lanza su disco "Heart on a Wall" y Clem Burke se unió a Eurythmics para la gira europea de su primer álbum. Infante llevó a juicio a sus compañeros por excluirlo de la grabación de Autoamerican. Debbie Harry, con la colaboración de Stein y la producción de Nile Rodgers y Bernard Edwards de CHIC, lanza su primer álbum solista: KooKoo. El álbum llegó al n.º 25 y Disco de oro en Estados Unidos y n.º 6 y Disco de Plata en Reino Unido. El sonido tuvo el tono experimental de Blondie cruzado con el funk y disco de los productores, y una portada y vídeos muy controvertidos, realizados por H. R. Giger. "Backfired", el primer sencillo, llegó al n.º 43 de Estados Unidos y n.º 32 de Reino Unido, y el segundo sencillo "The Jam Was Moving" llegó al n.º 82 en Estados Unidos. Paralelamente Chrysalis lanza The Best of Blondie (n.º 4 en Reino Unido, n.º 30 en Estados Unidos, n.º 1 en Australia).
En 1982 se reúnen y graban el que sería el último año de la primera formación: The Hunter (álbum de Blondie). Este álbum conceptual trata sobre los efectos de la fama y sobre buscar (o cazar) el "propio monte Everest". Mike Chapman fue el productor e incluyó composiciones diversas y muy oscuras de todos los miembros de la banda y una versión de Smokey Robinson, "The Hunter Gets Captured by the Game". La canción "For Your Eyes Only" fue la propuesta de Blondie para la película de James Bond del mismo título, cuando les fue ofrecida la oportunidad el año anterior. Los productores eligieron otra composición y Blondie rechazaron grabarla (finalmente fue interpretada por Sheena Easton). La recepción, tanto crítica como comercial, estuvo muy por debajo de los lanzamientos anteriores. Llegó al n.º 9 en Reino Unido, n.º 15 en Australia y n.º 33 en Estados Unidos. Para promocionarlo, lanzaron dos sencillos de éxito moderado (el calipso "Island of Lost Souls" y la políticamente cargada "War Child") y una gira, Tracks Across America, cancelada debido a la baja venta de entradas.
En noviembre de 1982 se separaron oficialmente, cancelando la continuación europea del tour. Según relataron en documentales y entrevistas los distintos miembros de Blondie y el productor Mike Chapman, las tensiones internas eran insoportables, el contrato ruinoso que habían firmado con su representante les exigía producir mucha música y recitales constantemente (y les impedía tomarse vacaciones), los excesos y las drogas estaban consumiendo sus fondos. Además de esto, Stein fue diagnosticado con una grave enfermedad genética (pénfigo) y Harry lo acompañó en la recuperación. En el momento de la separación varios miembros iniciaron juicios contra los demás.
Entre 1982 y 1997 los miembros siguieron produciendo música por separado. Notablemente Debbie Harry siguió su carrera solista con varios discos de éxito dispar y colaboraciones en películas, series de televisión y bandas de sonido. Entre sus mayores éxitos se destacan "French Kissin' In The USA" (n.º 8 en Reino Unido, n.º 57 en Estados Unidos), "In Love With Love" (n.º 1 en Hot Dance y n.º 70 en Hot 100 de Estados Unidos, n.º 45 en Reino Unido), "I Want That Man" (n.º 2 en Australia, n.º 8 en Nueva Zelanda, n.º 13 en Reino Unido, n.º 2 en Hot Modern Tracks de Estados Unidos) y los discos Rockbird (1986, n.º 11 y Oro en Reino Unido y n.º 97 en Estados Unidos), Def, Dumb & Blonde (1989, producido por Mike Chapman, n.º 10 en Australia, n.º 12 y Plata en Reino Unido, n.º 123 en Estados Unidos) y Debravation (1993, n.° 26 en Reino Unido). Asimismo colaboró con numerosas bandas y músicos, como Fabulosos Cadillacs, Iggy Pop, The Ramones, Andy Summers y notablemente The Jazz Passengers, con quienes sigue tocando a veces hasta el presente. Burke fue baterista en sesiones para numerosas bandas, especialmente de Eurythmics, Bob Dylan, Pete Townshend, Iggy Pop y Joan Jett. Lo más cercano a una reunión de Blondie se dio en 1991, cuando Clem Burke y Chris Stein acompañaron a Harry en su gira solista de ese año. Mientras tanto fueron editados un importante número de recopilatorios, remixes, rarezas y discos en vivo, con considerable éxito. Remixes de "Denis", "Union City Blue", "Atomic" y "Heart of Glass" tuvieron gran éxito en la primera mitad de los años noventa. 

### 1997–2002: Nueva formación yNo Exit

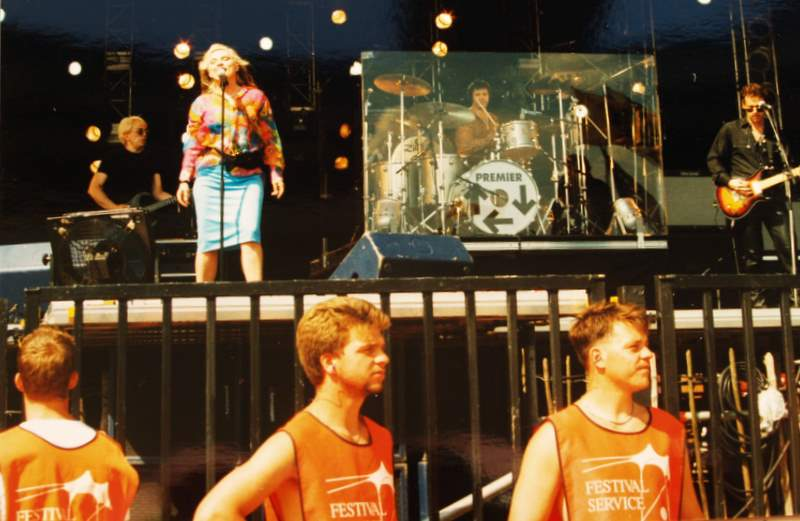
Blondie en el Roskilde Festival de 1999

En 1996 Stein comenzó a comunicarse con los miembros de la última formación para reunir Blondie. A mediados de 1997 Harry, Stein, Burke, Destri y Valentine realizan dos recitales con hits y material nuevo, y anuncian oficialmente su vuelta. Los miembros no convocados (Infante y Harrison) toman nuevamente acciones legales contra sus compañeros, como volverían a hacerlo más adelante. No Exit fue editado en 1998 y su sencillo principal, "Maria" les llevó de nuevo a las listas de éxitos. Blondie es el único grupo musical que ha conseguido números uno en tres décadas consecutivas. Además, Harry está incluida en el Libro Guinness de los récords como la cantante más madura de la historia en conseguir un número uno en las listas de éxitos de Reino Unido con "Maria". Este disco tuvo una recepción dispar de la crítica pero aun así un importante éxito comercial en un mercado completamente distinto al de quince años antes (n.º 3 y Oro en Reino Unido, n.º 18 en Estados Unidos). Al año siguiente Blondie lanza su primer álbum en vivo pensado de tal manera (y no un bootleg rescatado por una compañía): Livid (o Live en algunos países), que contiene además una versión nueva de "One Way or Another" utilizada en la serie televisiva Snoops.

### 2003–2008:The Curse Of Blondiey años de gira
Luego del éxito del álbum y la gira de No Exit, Blondie volvió al estudio para grabar nuevo material. Después de una serie de problemas (como la pérdida de las cintas en un aeropuerto), en 2003 salió a la venta The Curse of Blondie. La recepción fue muy dispar por la crítica, que señaló con gusto la vuelta al rock, pero lo consideró demasiado largo y con puntos muy bajos en algunas experimentaciones. Solamente se extrajo un sencillo del álbum, "Good Boys", que llegó al n.º 12 en Reino Unido y se convirtió en un éxito bailable mundial. El álbum solo llegó al n.º 36 en Reino Unido y n.º 160 en Estados Unidos. Al álbum lo siguió un CD+DVD en vivo grabado en televisión, Live by Request (2004).

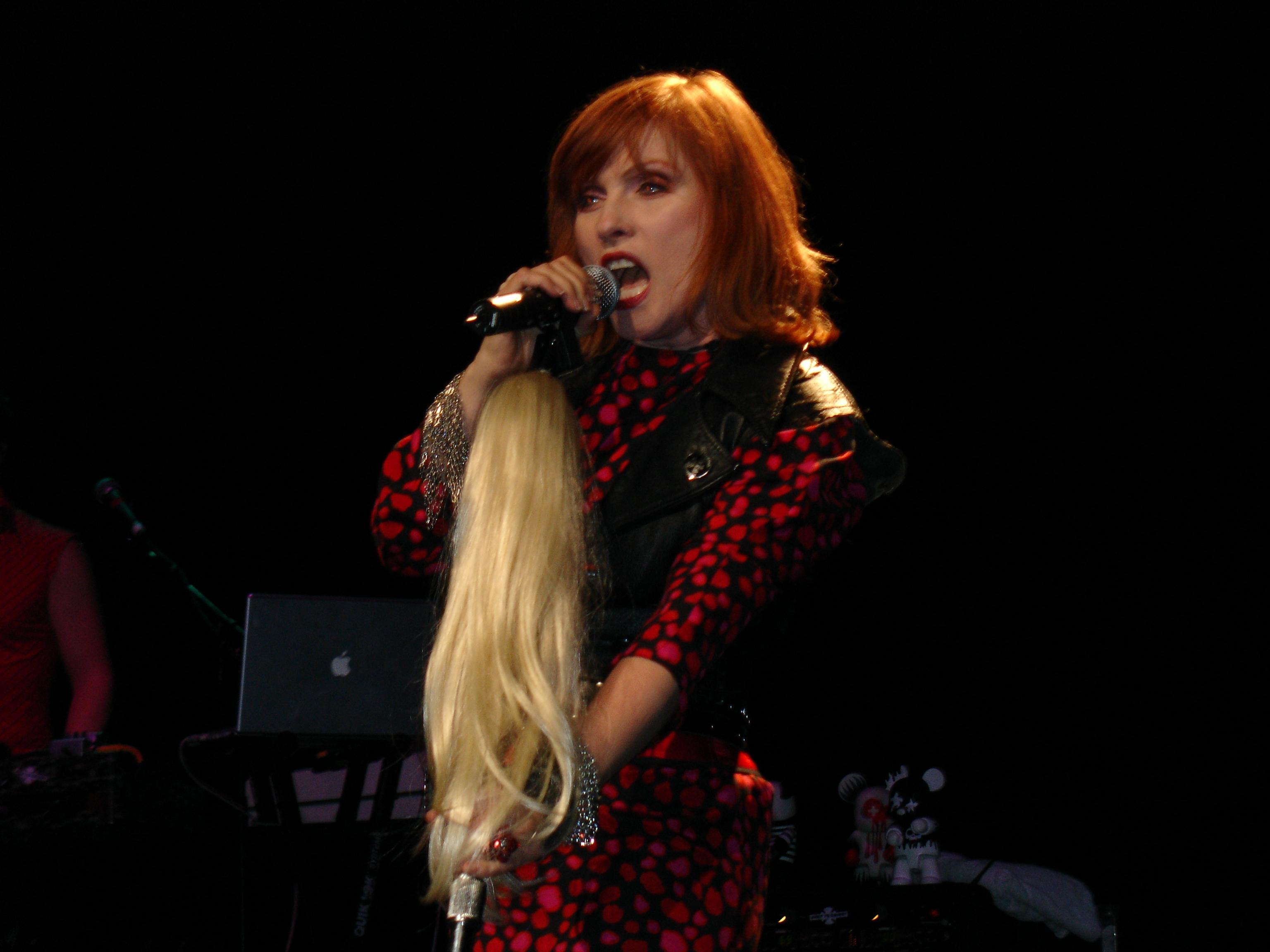
Blondie tocando en Dublín (Irlanda), 19 de diciembre de 2005.

En los próximos años, Blondie se dedicó a girar intensamente por todo el mundo, grabando solamente una versión de "More than This" de Roxy Music para promocionar su gira de 2006 junto a The Cars. En 2006 fueron incluidos en el Salón de la Fama del Rock and Roll, junto a Lynyrd Skynyrd, Black Sabbath y Miles Davis. En 2008 conmemoraron el 30 aniversario de Parallel Lines con una reedición del álbum y una gira internacional. También realizan giras con Pat Benatar y The Donnas.
En 2004, Destri dejó el grupo para entrar en rehabilitación. Aunque la rehabilitación fue exitosa, no fue invitado a reunirse con la banda para seguir las giras ni grabaciones. En 2007, Deborah Harry lanzó su quinto y último (hasta la fecha) álbum: Necessary Evil, acompañado por el exitoso sencillo "Two Times Blue". Para promocionarlo se sumó a la gira True Colors, dirigida por Cyndi Lauper y que promueve los derechos de personas LGBTIQ+.

### 2009–2019:Panic of GirlsyPollinator
En 2009 comienzan la grabación del noveno álbum, que debido a continuos retrasos en los acuerdos discográficos no ve la luz hasta 2011. En 2009 lanzan el sencillo navideño promocional "We Three Kings" y a fines de 2010 publican las primeras canciones del próximo disco: una primera mezcla de "Mother" (reemplazada en el lanzamiento final), "What I Heard" y "Girlie Girlie". Durante 2010 Blondie comienzan a mostrar canciones de Panic of Girls en sus recitales por Europa, Estados Unidos y Australia, con buena recepción crítica y del público. Con un lanzamiento limitado a algunos territorios, Panic of Girls tuvo éxito moderado, pero permitió a la banda seguir publicando material grabado durante 2012 (como "Rock On", "Dead Air", "Bride of Infinity" y "Practice Makes Perfect") y adquirir suficiente visibilidad para organizar sus próximos lanzamientos sin demoras. En estos años realizan giras junto a sus pares B-52s, Devo, Garbage y X, The Pretenders y Cyndi Lauper, entre otros.

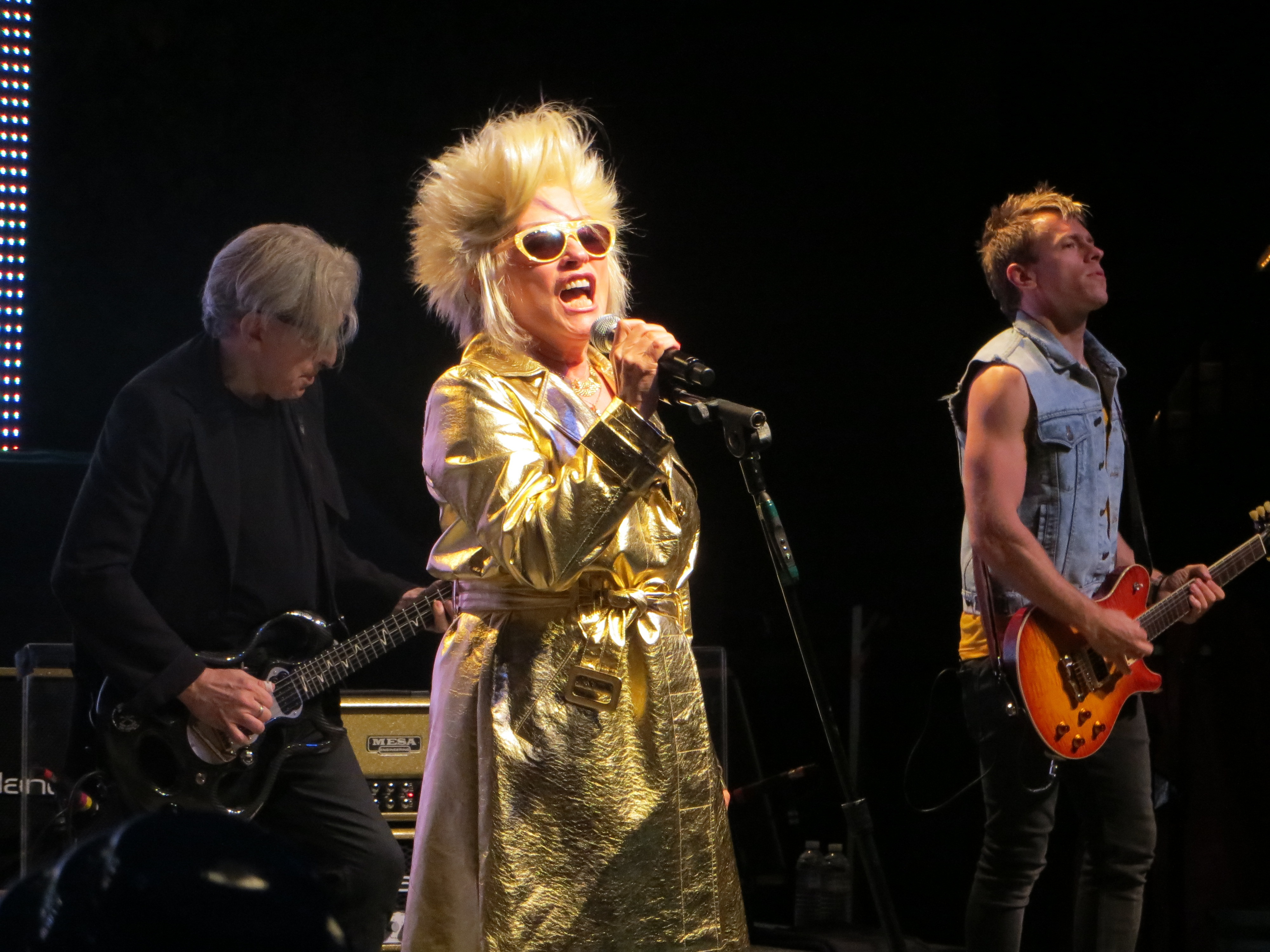
Blondie tocando en Saratoga (Estados Unidos), 2012.

En 2013 anuncian un nuevo álbum, que se posterga a 2014 para coincidir con el cuadragésimo aniversario de la banda. Ghosts of Download fue lanzado junto a Delux Redux en el combo titulado Blondie 4(0)ever. El álbum de material nuevo contiene canciones de estilo mayormente electrónico y produjo los sencillos "A Rose by Any Name" (a dueto con Beth Ditto de Gossip), "Sugar on the Side" (en conjunto con los colombianos Systema Solar) y "I Want to Drag You Around", que tuvo mucha rotación en las radios británicas. Delux Redux contiene los grandes éxitos con la misma lista de canciones que The Best of Blondie pero reemplazando "In the Flesh" por "Maria", y el añadido de que todos los temas salvo este último fueron regrabados. Paralelamente, comenzaron una gira internacional.

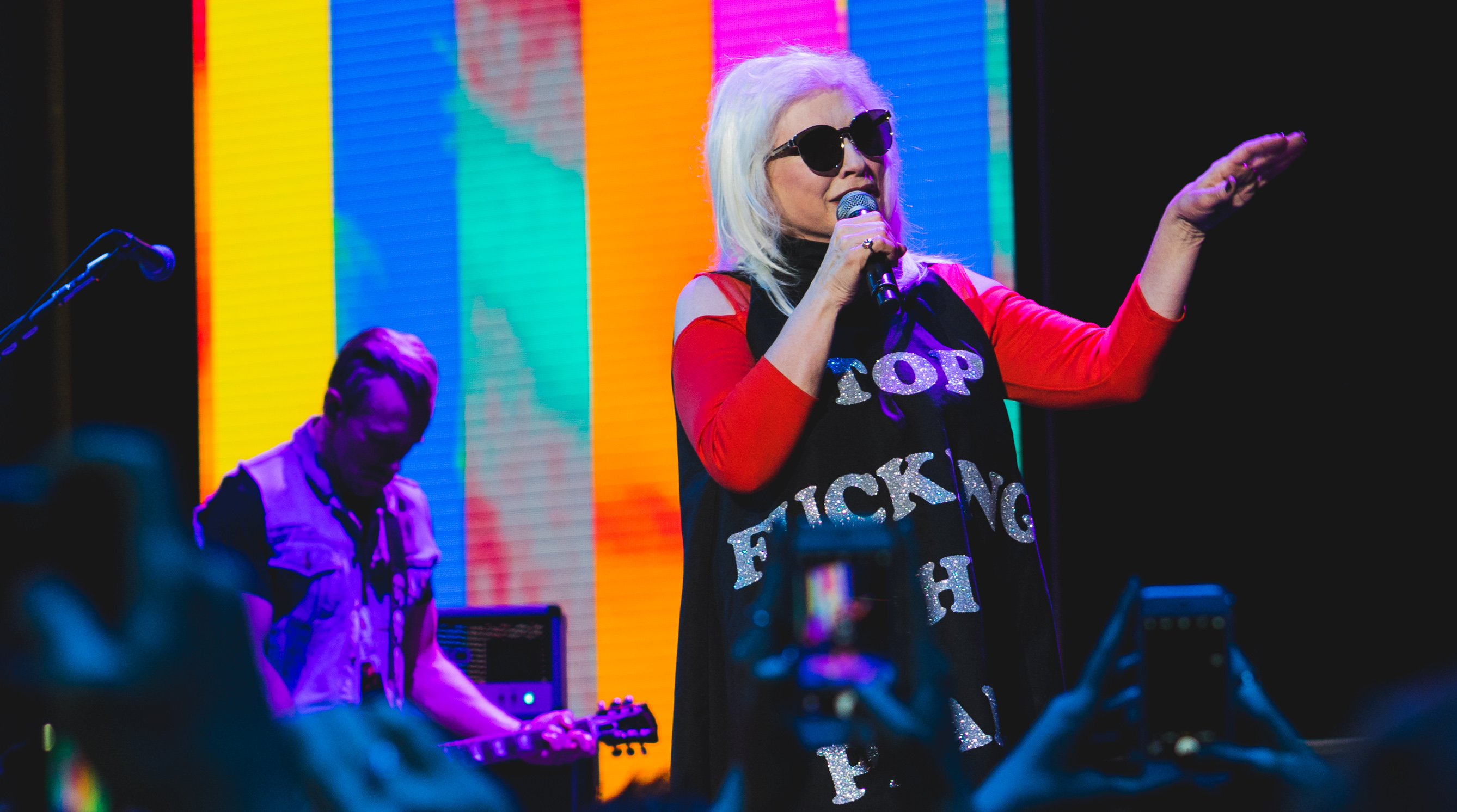
Blondie tocando en el Roundhouse de Londres, 3 de mayo de 2017.

Posteriormente, en 2017, lanzan su undécimo álbum: Pollinator. Fue producido por John Congleton y contó con colaboraciones de Johnny Marr, Sia, Charli XCX y Dev Hynes (de Blood Orange). Respaldado por BMG, tuvo sencillos exitosos internacionalmente, incluidos "Fun", que llevó de nuevo a Blondie al n.º 1 de Estados Unidos (en la lista Hot Dance Songs), "Long Time" (n.º 5 Hot Dance Songs en Estados Unidos, n.º 1 en Physical Singles y Vinyl Singles en Reino Unido) y el dueto con Joan Jett "Doom or Destiny" (en cuyo videoclip parodian al presidente de los Estados Unidos Donald Trump simulando un noticiero punk). "Tonight", un dueto con Laurie Anderson, tuvo un lanzamiento limitado en vinilo en Reino Unido y se incluyó como pista oculta en algunas ediciones del álbum. Pollinator es el disco más exitoso de Blondie desde No Exit, entrando en altas posiciones en las listas de muchos países, incluido el n.º 4 en Reino Unido y n.º 63 en Estados Unidos. Asimismo es el mejor recibido por la crítica desde Eat to the Beat. La gira de presentación los llevó por Norteamérica, Latinoamérica, Europa y Oceanía. 
En 2019, Blondie realizó una actuación artística en La Habana, donde brindaron dos recitales y organizaron actividades con músicos y artistas cubanos. El director Rob Roth lanzó un documental en formato cortometraje sobre esa experiencia, titulado "Blondie: Vivir en la Habana". Es presentado en numerosos festivales y en julio de ese año la banda editó el EP Vivir en La Habana con la banda de sonido.

### 2022-presente:Against the Odds Tour
El 20 de octubre de 2020, Blondie anunció que se embarcarían en una gira de diez fechas por el Reino Unido en noviembre de 2021 con Garbage como acto de apertura. La gira se pospuso hasta abril de 2022 debido a la pandemia de COVID-19. Johnny Marr, exmiembro de The Smiths, reemplazó a Garbage en la gira. Posteriormente se agregaron fechas adicionales en los EE. UU. En abril de 2022, antes del lanzamiento de la gira por Reino Unido y Estados Unidos, se anunció que Stein no podría realizar la gira con el grupo debido a sus problemas cardíacos. Fue reemplazado por Andee Blacksugar. El bajista Foxx también estuvo ausente debido a una lesión en la espalda. El ex bajista de Sex Pistols, Glen Matlock, reemplazó a Foxx. En 2023, la banda actuó en la 22.º edición Festival de Música y Artes de Coachella Valley.
En junio de 2024, en una entrevista a la cadena BBC Radio 6 Music, Harry y Stein confirmaron que estaban trabajando en un nuevo álbum y que sería lanzado en la primavera de 2025. En noviembre, subieron una publicación a sus redes sociales con Harry en el estudio de grabación y con el comentario de: 'Whatever. Blondie album next year. Alea iacta est'. El 6 de abril de 2025, Clem Burke, baterista de la banda falleció debido a una 
larga enfermedad. El lanzamiento de la nueva música se pospuso hasta otoño del mismo año, sin fecha confirmada.

## Legado
En 1982, el año en que la banda se separó inicialmente, Blondie había lanzado seis álbumes de estudio, cada uno de los cuales exhibía una progresión estilística respecto al anterior. La banda es conocida no solo por la sorprendente personalidad escénica y las interpretaciones vocales de Harry, sino también por incorporar elementos en su trabajo de numerosos subgéneros musicales, desde sus raíces punk hasta abrazar la música new wave, disco, pop, rap, o reggae.

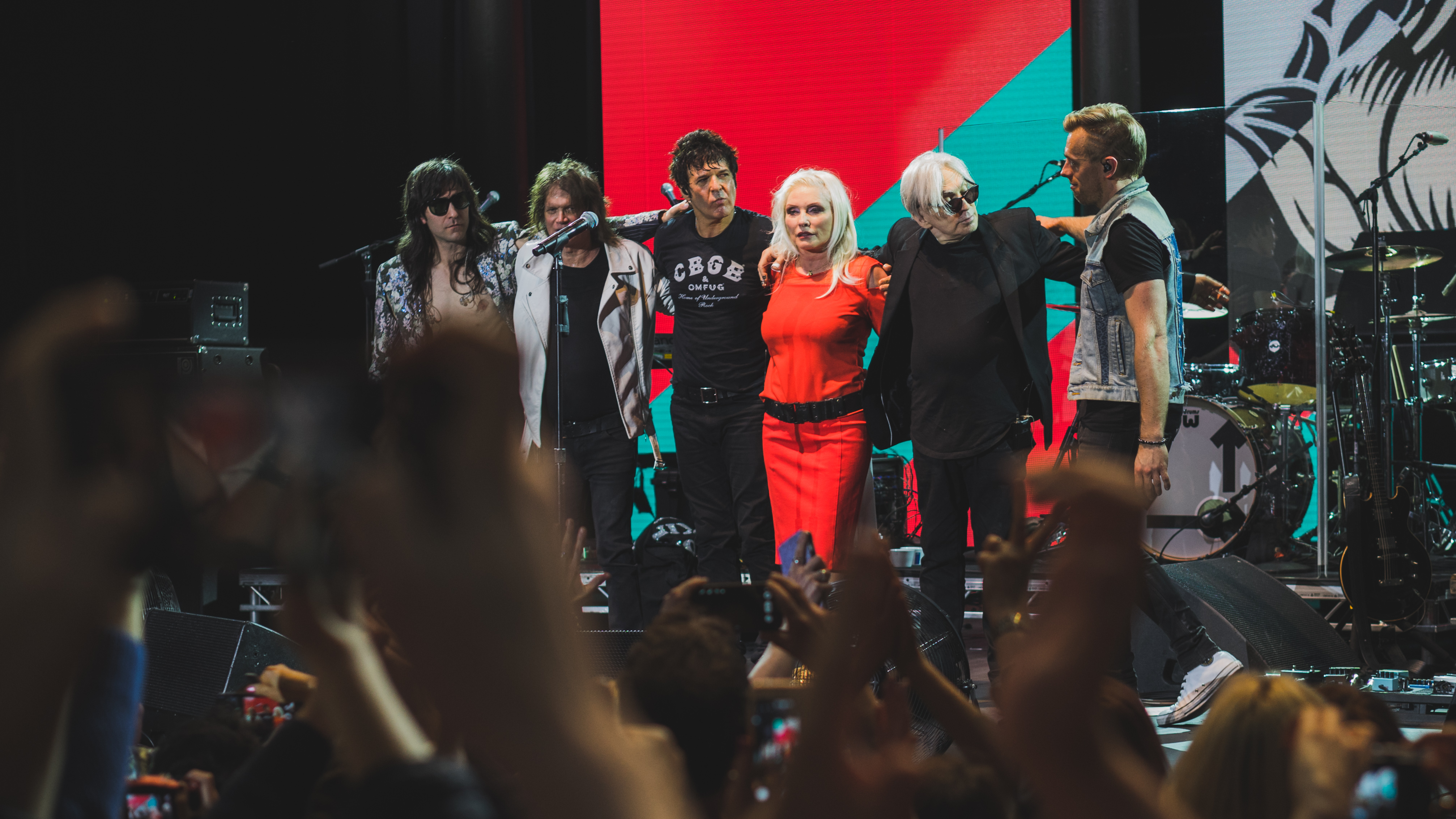
Blondie en 2017

En la actualidad, sigue siendo considerada como la banda más reconocida de esa oleada de punk y new wave neoyorkina de los años 70. Entre los numerosos artistas que citan a la banda como influencia se encuentra la integrante, Shirley Manson de Garbage, quien introdujo a la banda en 2006 en el famoso Salón de la Fama del Rock and Roll; o la propia Madonna, Cindy Lauper, No Doubt o Michael Stipe de REM, quienes ven a Harry como modelo a seguir. En 2023 fueron nominados para formar parte dentro del Salón de la Fama de los Compositores.
Su canción "Heart of Glass" ha sido versionada por muchos artistas como el dúo británico Erasure o por la cantante estadounidense Miley Cyrus, quien incluyó una versión en su séptimo álbum de estudio Plastic Hearts. Fue inducida dentro del Salón de la Fama de los Grammy en 2016 por su calidad y su significado histórico, colocada en 2018 por la lista UK Singles Chart en el número 66 dentro de las canciones más vendidas de todos los tiempos en Reino Unido, y está incluida por la revista Rolling Stone en el puesto número 138 dentro de Las 500 mejores canciones de todos los tiempos según Rolling Stone en 2021.

## Miembros

### Miembros actuales
- Debbie Harry: voz principal (1974-1982, 1997-presente)
- Chris Stein: guitarra, bajo (1974-1982, 1997-presente)
- Leigh Foxx: bajo (2009-presente, en vivo: 1997-2009)
- Matt Katz-Bohen: teclados, coros, guitarra (2009-presente, en vivo: 2004-2009)
- Tommy Kessler: guitarra (2010-presente)
- Glen Matlock: bajo (músico en vivo; 2022-presente)
- Andee Blacksugar: guitarra, coros (músico en vivo; 2022-presente)

### Antiguos miembros
- Fred Smith: bajo (1974-1975)
- Billy O'Connor: batería (1974-1975)
- Ivan Král: guitarra (1974)
- Clem Burke: batería, percusión (1974-1982, 1997-2025, su muerte)
- Gary Valentine: bajo, guitarra (1975-1977, 1997)
- Jimmy Destri: teclados, coros (1975-1982, 1997-2004)
- Frank Infante: guitarra, bajo, coros (1977-1982)
- Nigel Harrison: bajo (1978-1982, 1997)
- Paul Carbonara: guitarra, coros (2009-2010, en vivo: 1997-2009)
- Kevin Patrick: (también conocido como Kevin Topping): teclados, coros (2003-2007, en vivo)
- Jimi K Bones: guitarra (2003, en vivo)

## Discografía

### Álbumes de estudio
- Blondie (1976)
- Plastic Letters (1977)
- Parallel Lines (1978)
- Eat to the Beat (1979)
- Autoamerican (1980)
- The Hunter (1982)
- No Exit (1999)
- The Curse of Blondie (2003)
- Panic of Girls (2011)
- Ghosts of Download (2014)
- Pollinator (2017)

## Giras
Principales
- Plastic Letter Tour (1978)
- Parallel Lines Tour (1979-1980)
- Tracks Across America Tour (1982)[83]
- No Exit Tour (1998-1999)[84]
- Parallel Lines 30th Anniversary Tour (2008)[85]
- Panic of Girls Tour (2011)
- Blast Off/No Principals Tour (2013)
- Pollinator Tour (2017-2019)
- Against the Odds Tour (2022)[86]
- Ball of Confusion Tour (2024)

Compartidas
- Road Rage Tour con The New Cars (2006)
- Call Me Invincible Tour con Pat Benatar (2009)
- Endangered Species Tour con The Pretenders y Cheap Trick (2010)
- Whip It To Shreds Tour con Devo (2012)
- No Principals Tour con X (2013)
- Rage and Rapture Tour con Garbage (2017)
- Elvis Costello & The Imposters and Blondie Co-Headlining 2019 Tour con Elvis Costello & The Imposters (2019)
- Pandemonium 2024 con Alice Cooper (2024)[87]